# Glaucolepis oishiella
Glaucolepis oishiella is een vlinder uit de familie van de dwergmineermotten (Nepticulidae). De wetenschappelijke naam van de soort is voor het eerst voorgesteld door Shōnen Matsumura in een publicatie uit 1931.
De soort komt voor in China en Japan.